# لورانس تيلمان
لورانس تيلمان (بالإيطالية: Laurence Tieleman)‏ مواليد 14 نوفمبر 1972 في إقليم بروكسل العاصمة، هو لاعب كرة مضرب إيطالي سابق بدأ مسيرته كمحترف سنة 1993 وكان يلعب باليد اليمنى، اعتزل اللعب في 2003. أعلى تصنيف له في الفردي كان المركز الـ 76 في سنة 1999.

## روابط خارجية
- لورانس تيلمان على موقع رابطة محترفي التنس (الإنجليزية)
- لورانس تيلمان على موقع الاتحاد الدولي لكرة المضرب (الإنجليزية)
- لورانس تيلمان على موقع كأس ديفيز (الإنجليزية)
- لورانس تيلمان على موقع خلاصة التنس.كوم (الإنجليزية)